# 台中市公車37路
台中市公車37路行駛自橫山至高鐵臺中站，由中台灣客運營運。此路線主要行駛於西屯路及復興路。

## 歷史
- 2002年9月16日：37路原台中車站端點改至朝馬轉運站，路線名稱變更為（朝馬轉運站－頂林厝）。[1]
- 2007年：37路原朝馬轉運站端點改至綠川東站，路線名稱變更為（綠川東站－頂林厝）。
- 2009年1月1日：6210路原龍井之端點縮短至高鐵台中站。
- 2011年1月1日：6210路公路客運移撥為台中市公車125路。
- 2012年11月7日：37路橫山端原11:00班次改點為11:10發車。
- 2013年4月17日：因仁友客運財務狀況吃緊，致人車調度無法路線班次需求。交通局召開會議，初步決定由全航客運代駛37路、台中客運代駛125路至5月31日。[2]
- 2013年4月29日：37、125路路線公告釋出。[3]
- 2013年6月1日：仁友客運釋出37、125路，評選後由中台灣客運接駛[4]。
- 2013年8月1日：125路原僑光科技大學之端點，延駛至「文小56停車場」，並改為雙向行駛「福星路－福星北路－黎明路－漢翔路」，原「逢甲大學城」、「集福堂」及「福星同心路口」三站位取消。
- 2013年8月30日：37、125路增開班次。
- 2013年9月1日：125路「文小56停車場」站更名為「文修停車場」。
- 2014年4月30日：37、125路「漢翔公司」站更名為「漢翔公司（星享道）」。
- 2014年5月30日：125路「五光路口」站更名為「中山五光路口」。
- 2014年6月30日：37、125路「中山醫院（臺灣大道）」站更名為「臺灣大道五權路口」、「中山醫院（五權路）」站更名為「五權臺灣大道口」。
- 2014年8月26日：37、125路臺灣大道五權路口站位雙邊撤站[5]。
- 2014年12月31日：「上石里」站往火車站方向站牌往火車站方向遷移約40公尺。
- 2015年4月30日：125路「宜寧中學」更名為「宜寧中學（復興路）」。
- 2016年2月17日：37路改為單循環發車，仁友東站改為中繼站，不作長時間待班停等，並調整仁友東站端行駛路線及發車時刻。
- 2016年10月29日：配合臺中市綠川排水環境營造計畫工程站位調整公告，仁友東站取消停靠，37路車站起訖點改為第一廣場，125路往高鐵方向改停台中火車站(建國路)舊金沙百貨前[6]。
- 2017年1月1日：37路「墩仔頂」站位裁撤並併入「火房」。
- 2017年3月20日：125路「宜寧中學（復興路）」更名為「復興南平路口」。
- 2017年4月1日：37、125路「電力公司」站位恢復停靠並更名為「星動銀河旅站」（單邊往第一廣場方向設站）[7]。
- 2017年8月1日：37路（橫山－第一廣場－橫山）與125路（僑光科技大學－高鐵臺中站）整併為37路（橫山－臺中火車站－高鐵臺中站），整併後37路調整行駛動線、發車時刻、取消單循環發車。[8]
- 2020年10月20日：配合交通局實行「臺中捷運綠線通車前，捷運沿線公車站名調整」作業，「西屯洛陽路口」站更名為「捷運文心櫻花站(西屯路)」。
- 2024年3月31日：新增「文心甘肅路口」單向站位(往橫山方向)。[9]
- 2024年7月29日：調整發車時刻。[10]

## 路線基本資料
全程行車里數約24.7公里，全程行車時間約90分鐘。往高鐵臺中站77站，往橫山79站。
自橫山起，沿著福雅路、安林路、西屯路、黎明路、福星北路、福星路、逢甲路、西屯路、民權路、自由路、雙十路、建國路、臺中路、復興路、中山路、高鐵東路至高鐵臺中站。

### 時刻表
- 時刻表僅供參考，請以中台灣客運網站公告為準。時刻表更新時間為2024年7月29日。

| 台中市公車37路時刻列表                            | 台中市公車37路時刻列表                            |
| ------------------------------------------------- | ------------------------------------------------- |
| 橫山發車                                          | 高鐵臺中站（第18月台）發車                        |
| 平／假日 06:35、07:00、10:40、11:20、14:40、15:20 | 平／假日 08:40、09:20、12:40、13:20、16:50、17:30 |

### 收費
- 一般市區公車（1～999、綠1～綠4）：依里程計費，收費費率為［2.431×搭乘里程數×（1+5%營業稅）］元。
  - 於基本里程8公里內票價為全票20元、半票11元。
  - 兒童、老人、身心障礙者及其陪伴者依規定半票收費，半票收費費率為原收費費率的一半。
  - 市民限定交通卡：前10公里免費，超過10公里部分票價比照收費費率，且上限為10元。
- 小黃公車（黃1～黃25）：免費。
- 幸福公車（梨山1）：票價比照臺中市計程車收費費率，持電子票證刷卡全程免費。
- 市民小巴（市民小巴1～市民小巴4）：票價比照一般市區公車收費費率，持電子票證刷卡全程免費。

### 停站
- 參見右側站牌路線圖，綠色路段表示行駛優化公車專用道。